# Изобретение интегральной схемы
Идею интеграции множества стандартных электронных компонентов в монолитном кристалле полупроводника впервые предложил в 1952 году британский радиотехник Джеффри Даммер. Год спустя Харвик Джонсон подал первую в истории патентную заявку на прототип интегральной схемы (ИС). Реализация этих предложений в те годы не могла состояться из-за недостаточного развития технологий.
В конце 1958 года и в первой половине 1959 года в полупроводниковой промышленности произошёл прорыв. Три человека, представлявшие три частные американские корпорации, решили три фундаментальные проблемы, препятствовавшие созданию интегральных схем. Джек Килби из Texas Instruments запатентовал принцип интеграции, создал первые несовершенные прототипы ИС и довёл их до серийного выпуска. Курт Леговец из Sprague Electric Company изобрёл способ электрической изоляции компонентов, сформированных на одном кристалле полупроводника. Роберт Нойс из Fairchild Semiconductor изобрёл способ электрического соединения компонентов ИС (металлизацию алюминием) и предложил усовершенствованный вариант изоляции компонентов на базе новейшей планарной технологии Жана Эрни. 27 сентября 1960 года группа Джея Ласта создала в компании «Fairchild Semiconductor» первую работоспособную полупроводниковую ИС по идеям Нойса и Эрни. Texas Instruments, владевшая патентом на изобретение Килби, развязала против конкурентов патентную войну, завершившуюся в 1966 году мировым соглашением о перекрёстном лицензировании технологий.
Не существует единого мнения о том, кто именно является изобретателем ИС. Американская пресса 1960-х годов признавала изобретателями ИС четырёх человек: Килби, Леговца, Нойса и Эрни. В 1970-е годы список изобретателей сократился до двух имён: Килби и Нойс, а в популярной литературе — до одного Килби. Именно Килби был удостоен в 2000 году Нобелевской премии по физике «за личный вклад в изобретение интегральной схемы». В XXI веке историки отрасли Лесли Берлин, Бо Лоек, Арджун Саксена вернулись к точке зрения, что круг изобретателей ИС был существенно шире, и подвергли ревизии значение вклада Килби.

## Предпосылки

### Ожидание прорыва

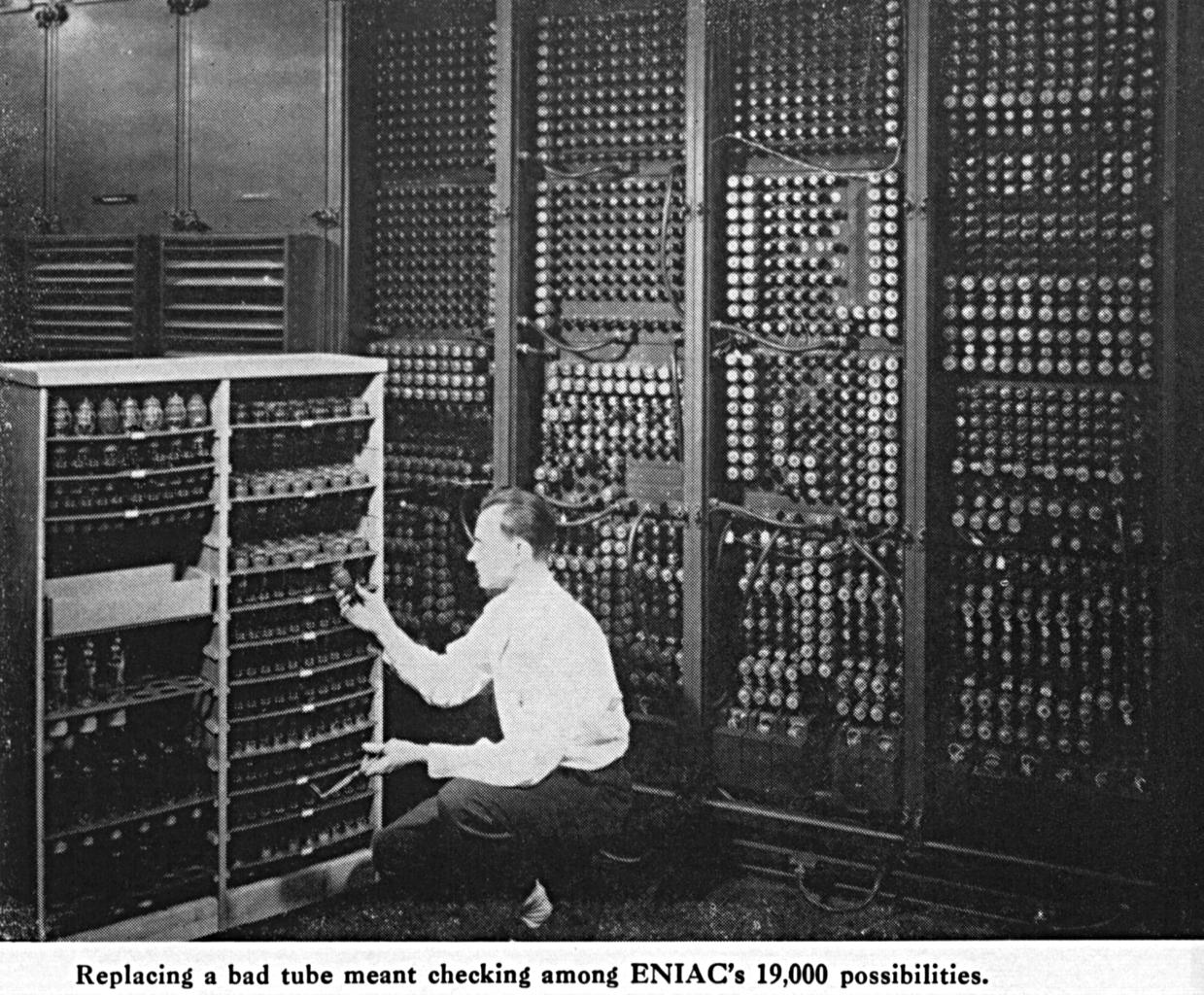
Замена ламп в компьютере ENIAC. Уже в 1940-е годы электронные системы достигли потолка, за которым потери от отказов и простоев превосходили любые экономические выгоды.

Во время Второй мировой войны и в первые послевоенные годы в электронике появились признаки явления, которое в США назвали «тиранией чисел» (англ. The tyranny of numbers): отдельные образцы бортовой и вычислительной техники достигли потолка сложности, за которым потери от отказов и простоев превосходили любые ожидаемые выгоды. Каждый Boeing B-29 (поставлен на вооружение в 1944 году) возил на себе, по разным источникам, от трёхсот до почти тысячи электронных ламп и десятки тысяч пассивных компонентов. В стационарных компьютерах счёт ламп шёл на тысячи, в компьютере ENIAC (1946 год) их было более семнадцати тысяч. Каждый дополнительный резистор, каждая дополнительная пайка ухудшали надёжность и удлиняли время поиска неисправностей.
Традиционная электроника оказалась в тупике: дальнейшее усложнение электронных устройств требовало сокращения числа их компонентов.
Обнародованное летом 1948 года изобретение транзистора породило в обществе развитых стран ожидание новой технической революции. Фантасты и журналисты предвещали скорое появление «разумных машин» и массовую роботизацию всех сторон жизни — от кухонной плиты до межпланетных полётов. Результаты реальной транзисторизации оказались намного скромнее. Замена электронных ламп на полупроводниковые приборы позволила уменьшить размеры и энергопотребление электронных устройств, но не могла решить проблему надёжности сложных систем. Миниатюризация отчасти усугубила её: плотная упаковка компонентов на платах, необходимая для достижения приемлемого быстродействия, затрудняла поиск неисправностей и ухудшала ремонтопригодность. Надёжность дискретных компонентов в 1950-е годы довели до теоретического предела, но надёжность соединений между компонентами принципиально не изменилась. Сложнейшие системы начала 1960-х годов содержали до 200 тысяч дискретных компонентов — не намного больше, чем ламповый ENIAC.

### Идея интеграции
7 мая 1952 года британский радиотехник Джеффри Даммер выступил в Вашингтоне с публичной речью, в которой сформулировал идею интеграции:

С появлением транзистора и с развитием полупроводников в целом, представляется возможным создание электронных устройств в массиве [полупроводника] без использования монтажных соединений. [Полупроводниковый] блок может состоять из проводящих, изолирующих, выпрямляющих, усиливающих слоёв. Отдельные функциональные компоненты [этих слоёв] соединяются между собой через вырезы в соответствующих слоях.
Оригинальный текст (англ.)With the advent of the transistor and the work in semiconductors generally, it seems now to be possible to envisage electronic equipment in a solid block with no connecting wires. The block may consist of layers of insulating, conducting, rectifying and amplifying materials, the electrical functions being connected by cutting out areas of the various layers.

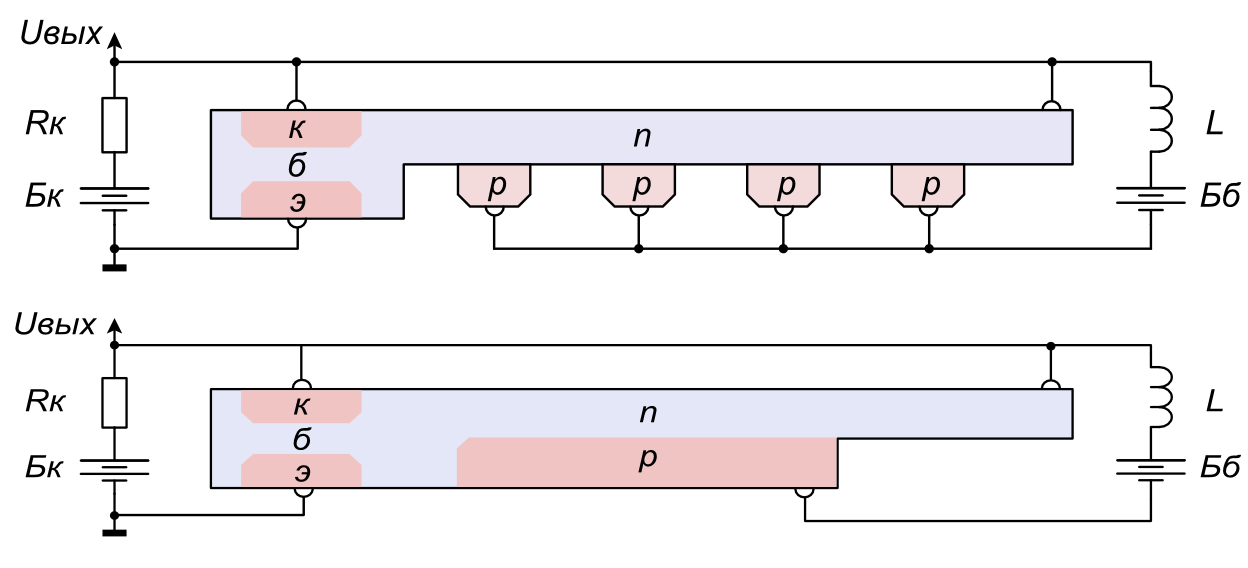
Интегральный генератор Джонсона, 1953 (варианты с сосредоточенными и с распределёнными емкостями). Индуктивности L, нагрузочный резистор Rk, источники питания Бк и Бб — внешние.

Даммер, впоследствии ставший знаменитым как «пророк интегральных схем» (но не их изобретатель!), безуспешно пытался найти финансирование на родине. Только в 1956 году он смог изготовить прототип собственной ИС методом выращивания из расплава; опыт оказался неудачным. В 1957 году министерство обороны Великобритании окончательно признало его работы бесперспективными. Чиновники мотивировали отказ высокой себестоимостью и худшими, чем у дискретных приборов, параметрами ещё не созданных ИС. Развитие электронных технологий сосредоточилось в США.
В октябре 1952 года Бернард Оливер подал патентную заявку на способ изготовления составного транзистора (структуры из трёх электрически связанных плоскостных транзисторов) на общем кристалле полупроводника. В мае 1953 года Харвик Джонсон подал патентную заявку на способ формирования в кристалле проводника различных электронных компонентов — транзисторов, сопротивлений, сосредоточенных и распределённых емкостей. Джонсон описал три возможных способа производства интегрального однотранзисторного генератора колебаний. Во всех вариантах схема представляла собой узкую планку полупроводника, на одном конце которой формировался сплавной биполярный транзистор. Тело планки выполняло функцию цепочки электрически связанных сопротивлений. Сосредоточенные ёмкости формировались сплавлением, а распределённые — в виде протяжённых обратно-смещённых p-n-переходов. Неизвестно, сумел ли Джонсон реализовать своё предложение на практике, но спустя шесть лет один из вариантов схемы Джонсона был реализован и запатентован Джеком Килби.

### Функциональная электроника
Крупные американские корпорации (Bell Labs, IBM, RCA, General Electric) искали решение проблемы «тирании чисел» в проверенной временем функциональной электронике — разработке дискретных компонентов (функциональных приборов) c уникальными физическими свойствами, реализующих заданную функцию при минимальном количестве компонентов обвеса. В ламповую эру этот подход позволял эффективно сократить количество компонентов схемы ценой её быстродействия. Например, ячейка памяти на типовых компонентах 1940-х годов состояла из двух вакуумных триодов и около десятка пассивных компонентов, и работала на тактовых частотах до 200 кГц. Ячейку на триодах мог заменить единственный активный компонент — маломощный тиратрон — с нагрузочным резистором и входной ёмкостью, однако рабочая частота такой ячейки не превышала нескольких кГц. Кольцевой декадный счётчик можно было построить на десяти последовательно соединённых тиратронах, а можно было использовать единственную газонаполненную лампу-счётчик — декатрон (скорость счёта порядка десятков кГц). Запоминающие электронно-лучевые трубки и ртутные линии задержки позволяли хранить тысячи единиц информации.
В 1952 году Джуэл Эберс разработал на Bell Labs опытный твердотельный аналог тиратрона — «четырёхслойный транзистор», или тиристор. Уильям Шокли упростил конструкцию тиристора до двухвыводного «четырёхслойного диода» (динистора) и сосредоточился на доводке динистора до промышленного производства. Шокли рассчитывал, что новый прибор сможет заменить поляризованные реле телефонных станций, однако начатая в 1956 году работа затянулась до 1960 года, надёжность «диодов Шокли» оказалась неприемлемо низкой, а предприятие Шокли пришло в упадок. Телефонные сети США и всего мира предпочли модернизацию на базе известных с 1936 года герконовых реле.
Одновременно с Шокли над тиристорной темой работали инженеры Bell Labs, IBM и RCA. Иен Росс и Дэвид Д’Азаро (Bell Labs) экспериментировали с ячейками памяти («шаговыми ячейками») на тиристорах. Джо Лог и Рик Дилл (IBM) строили счётчики на однопереходных транзисторах. Торкл Уолмарк и Харвик Джонсон (RCA) работали и с тиристорами, и с полевыми транзисторами. Работы 1955—1958 годов с германиевыми тиристорными структурами не принесли результата. В марте 1958 года RCA преждевременно анонсировала десятибитный регистр сдвига Уолмарка как «новую концепцию в электронной технологии», но реальные схемы на германиевых тиристорах были неработоспособны. Лишь летом 1959 года, после оглашения изобретений Килби, Леговца и Эрни, Д’Азаро представил работоспособный кремниевый регистр сдвига на тиристорах. Один кристалл схемы д’Азаро (четыре тиристора) заменял схему из восьми транзисторов, 26 диодов и 27 резисторов. Площадь каждого тиристора составляла от 0,2 до 0,4 мм2 при толщине около 0,1 мм, элементы схемы изолировались травлением глубоких канавок.
С точки зрения сторонников функциональной электроники, в полупроводниковую эру их подход был особенно выгоден, так как позволял обходить фундаментальные, ещё не решённые проблемы технологии полупроводников. Неудачи Шокли, Росса и Уолмарка доказали ошибочность этого подхода: серийный выпуск функциональных приборов мог начаться только после устранения технологических препятствий.

### Кремниевые технологии

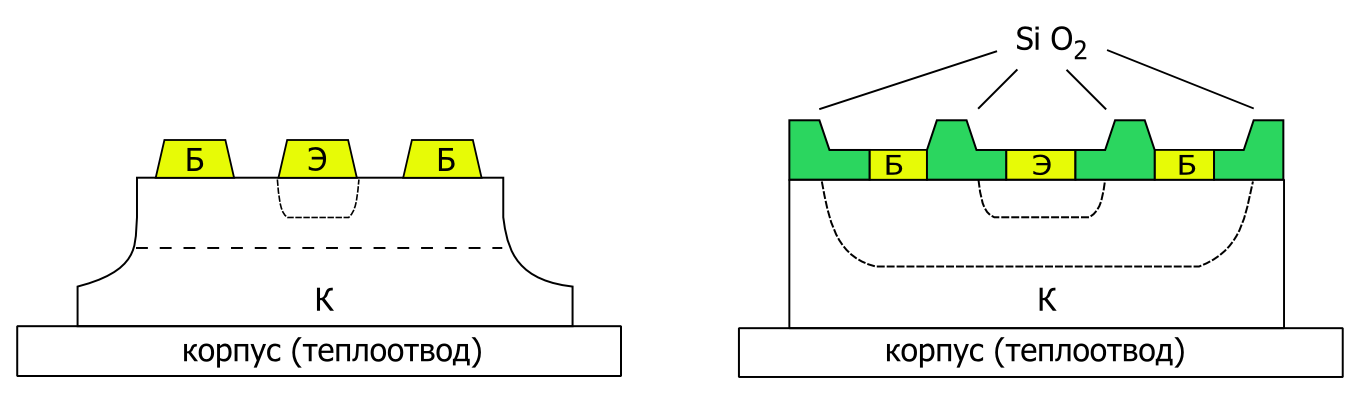
Отличие планарной технологии Эрни (справа) от меза-технологии (слева). Высоты слоёв показаны схематично.

Транзисторы ранних серий строились исключительно из германия. Относительно низкая температура плавления и относительно низкая химическая активность делали германий удобным, технологичным материалом. Неустранимым недостатком германиевых транзисторов был узкий диапазон рабочих температур, поэтому уже в середине 1950-х годов инженеры вернулись к «неудобному», но высокотемпературному, кремнию. Летом 1954 года Гордон Тил вырастил на Texas Instruments (TI) первую кремниевую транзисторную структуру, а в 1955 году кремниевые транзисторы пошли в серию. Тогда же, в 1954 году, Фуллер и Дитценбергер опубликовали результаты фундаментального исследования процесса диффузии в кремнии, а Шокли предложил использовать диффузию по Фуллеру для формирования p-n-переходов с заданным профилем концентрации примесей.
В начале 1955 года Карл Фрош из Bell Labs открыл явление мокрого окисления кремния, а в следующие два года Фрош, Молл, Фуллер и Холоньяк довели его до внедрения в серийное производство. Открытие, состоявшееся благодаря случайной вспышке водорода в диффузионной печи, выявило второе фундаментальное преимущество кремния над германием. В отличие от оксидов германия, «мокрый» диоксид кремния является физически прочным и химически инертным электрическим изолятором (Роберт Нойс назвал мокрый оксид «одним из лучших изоляторов, известных человеку»). В 1957 году Фрош предложил использовать оксидный слой как литографскую маску при селективном легировании кремния тяжёлыми легирующими элементами, но пришёл к ошибочному выводу о том, что оксид не препятствует диффузии фосфора. В 1959 году Аттала описал явление пассивации p-n-переходов оксидным слоем. Оксид, выращенный над переходом, надёжно защищает его от внешних воздействий (пассивирует) — как при производстве, так и в эксплуатации. Соединений германия с подобными свойствами просто не существует.
1 декабря 1957 года Жан Эрни впервые предложил планарную технологию производства биполярных транзисторов. В планарном процессе Эрни все p-n-переходы транзистора выходили на верхнюю поверхность кристалла под защитным слоем оксида, что должно было существенно повысить надёжность. Однако в 1957 году предложение Эрни считалось технически невозможным. Чтобы создать эмиттер NPN-транзистора, следовало проводить диффузию фосфора — но, согласно работам Фроша, фосфор и оксидная маска были несовместимы. В начале марта 1959 года Са Чжитан (бывший коллега Эрни по работе у Шокли, не участвовавший в «вероломной восьмёрке») указал Эрни и Нойсу на ошибку в выводах Фроша. Фрош использовал слишком тонкие оксидные слои, и сделал общее заключение из частного случая. Эксперименты Са на рубеже 1957—1958 годов показали, что достаточно толстый слой оксида способен задерживать и атомы фосфора. Вооружённый этим знанием, к 12 марта 1959 года Эрни изготовил первый опытный планарный транзистор, а 1 мая 1959 года подал патентную заявку на изобретение планарного процесса. В апреле 1960 года Fairchild начала выпуск первых серийных планарных транзисторов (2N1613), а в октябре 1960 года анонсировала полный отказ от меза-транзисторов. К середине 1960-х годов планарный процесс стал основным способом производства транзисторов и единственным способом производства монолитных интегральных схем.

## Три проблемы микроэлектроники
На пути к созданию интегральной схемы оставались три фундаментальные проблемы. Наиболее чётко их сформулировал в 1958 году сторонник «функциональной электроники» Торкл Уолмарк:

1. Интеграция. В 1958 году не существовало способа формирования в кристалле полупроводника множества различных электронных компонентов. Сплавной способ плохо подходил для ИС, новейшая меза-технология имела неустранимые проблемы с надёжностью.
2. Изоляция. Не существовало эффективного способа электрически изолировать компоненты ИС друг от друга (не считая физической резки кристалла на отдельные приборы).
3. Соединения. Не существовало эффективного способа создания электрических соединений между компонентами ИС (не считая чрезвычайно дорогого и трудоёмкого навесного монтажа золотой проволокой).

Решение этих трёх задач способами, пригодными для серийного производства, и запуск такого производства и составляли изобретение интегральной схемы. Совокупность всех трёх решений — интеграции, изоляции и соединений — стала называться полупроводниковой (планарной и монолитной) интегральной схемой:

Полупроводниковая ИС — ИС, в которой все активные и пассивные элементы (транзисторы, диоды, резисторы и др.) формируются на общей монокристаллической полупроводниковой подложке. Взаимные соединения элементов осуществляются с помощью слоя металлизации, наносимого на изолирующий слой, защищающий поверхность полупроводника. Для исключения взаимосвязи по постоянному току через материал полупроводника все элементы схемы изолируются друг от друга.

Только владение секретами интеграции, изоляции, соединения компонентов и планарным процессом позволило создать полноценный прототип полупроводниковой ИС. История распорядилась так, что у каждого из трёх решений оказался свой автор, а патенты на их изобретения оказались в руках трёх корпораций. Одна из них (Sprague Electric Company) не решилась развивать интегральную тему, другая (Texas Instruments) сделала ставку на заведомо неполный набор технологий, и только Fairchild Semiconductor, объединив всё необходимое, вплотную подошла к серийному выпуску монолитных ИС.
| Изобретатель Владелец патента         | Дата патентной заявки Номер патента США | Предмет и значение изобретения |
| ------------------------------------- | --------------------------------------- | --- |
| Джек Килби Texas Instruments          | 6 февраля 1959 года (спорно) 3 138 743  | Способ формирования на кристалле полупроводника множества активных и пассивных компонентов. Первая практическая реализация принципа интеграции.                                     |
| Курт Леговец Sprague Electric Сompany | 22 апреля 1959 года 3 029 366           | Изоляция p-n-переходом. Первое практическое решение проблемы изоляции компонентов ИС.                                                                                               |
| Роберт Нойс Fairchild Semiconductor   | 30 июля 1959 года 2 981 877             | Метод соединения компонентов ИС (металлизация алюминием). Первое практическое решение проблемы соединения компонентов ИС. Основной способ создания соединений во всех планарных ИС. |
| Роберт Нойс Fairchild Semiconductor   | 11 сентября 1959 года 3 150 299         | Изоляция p-n переходом в планарной ИС. Решение проблемы изоляции для планарных ИС. Основной способ изоляции компонентов ИС на биполярных транзисторах.                              |

### Интеграция по Джеку Килби

#### Изобретение Килби
В мае 1958 года опытный радиотехник, ветеран Второй Мировой Джек Килби пришёл работать в Texas Instruments (TI). В первые месяцы работы на TI Килби не имел конкретных задач — он должен был сам найти себе работу в общем направлении «микроминиатюризации». Ему следовало либо предложить что-то радикально новое, либо стать винтиком в многомиллионном и малоуспешном проекте производства военных микромодулей TI. Летом 1958 года, когда большинство персонала его отдела ушло в отпуск, Килби сформулировал три тезиса интеграции:

- Единственное, что может успешно производить полупроводниковая компания — это полупроводники.
- Все компоненты схемы, в том числе резисторы и конденсаторы, можно выполнить из полупроводника.
- Все компоненты схемы можно сформировать на одном кристалле полупроводника, добавив лишь соединительные перемычки.

Оригинальный текст (англ.)... The only thing a semiconductor house could make in a cost-effective way is a semiconductor ... Semiconductors were all that were required - that resistors and capacitors, in particular, could be made from the same material as the active devices ... Since all the components could be made of the same materials, they could also be made in situ interconnected to form a complete circuit.

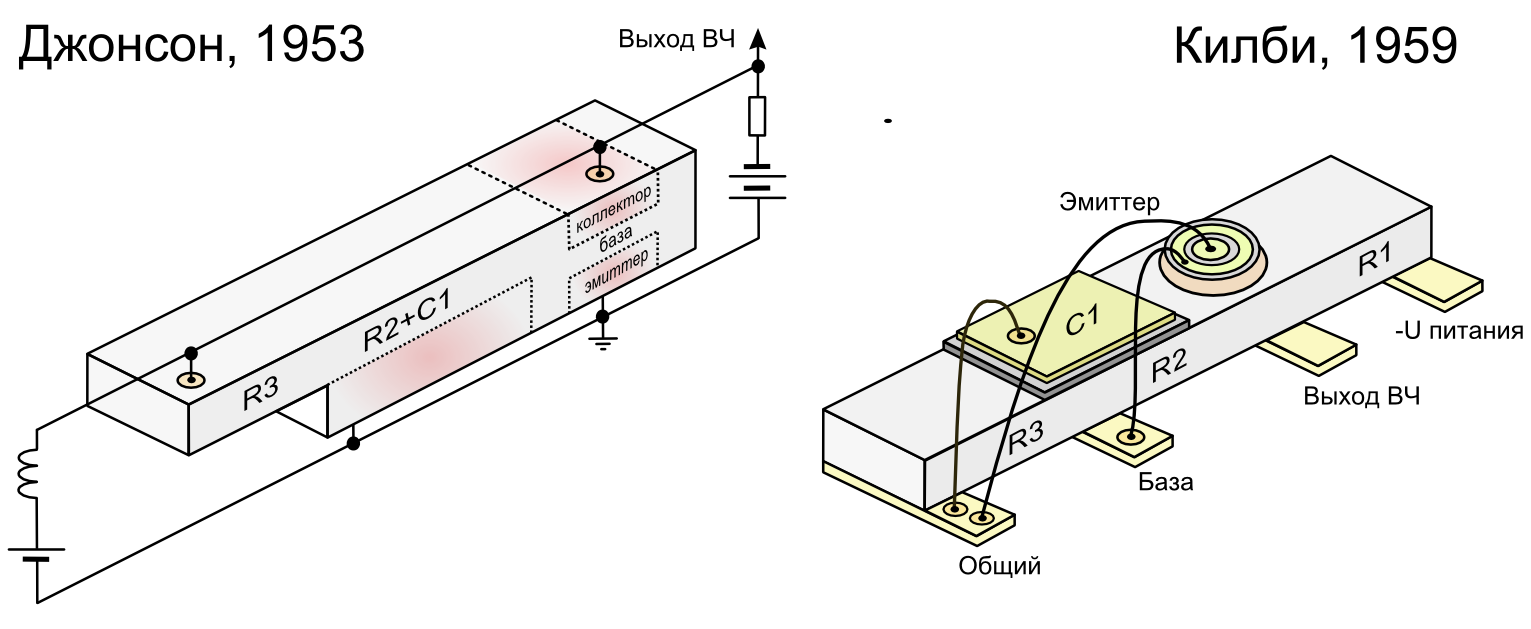
Сравнение структур генератора колебаний по патенту Джонсона (со сплавным транзистором) и по патенту Килби (с меза-транзистором). Размер опытной структуры Килби — 10 мм в длину и 1,6 мм в ширину.

28 августа 1958 года Килби собрал первый макет будущей ИС из дискретных бескорпусных компонентов и получил добро на повторение опыта «в монолите». Технологии TI позволяли Килби сформировать в пластине германия (но не кремния) меза-транзисторы, меза-диоды, конденсаторы на p-n-переходах, а функцию резисторов выполняло объёмное сопротивление самой пластины. Стандартная пластина TI (заготовка на 25 меза-транзисторов) имела размер всего 10 на 10 мм. Килби использовал вырезанные из пластины планки размером 10 на 1,6 мм, соответствовавшие одному ряду из пяти транзисторов (из них Килби использовал не более двух). 12 сентября Килби представил первый прототип ИС — однотранзисторный генератор колебаний с распределённой RC-цепочкой обратной связи, полностью повторявший схему и идею патента Джонсона 1953 года. 19 сентября Килби изготовил второй прототип — двухтранзисторный триггер. Описание обоих прототипов (включая ссылку на патент Джонсона) вошли в основную патентную заявку Килби (патент США 3138743).
В феврале-мае 1959 года Килби подал целую серию заявок на родственные изобретения, воплотившиеся в патенты США 3 072 832, 3 138 743, 3 138 744, 3 115 581, 3 261 081. Разницы в порядковых номерах происходят из-за разниц в датах выдачи патентов. Первым, 8 января 1963, был выдан патент 3 072 832, последним — 19 июля 1966 года, патент 3 261 081. Дата подачи заявки на ключевой патент 3 138 743, по мнению Арджуна Саксены, является спорной. В опубликованном патенте и в воспоминаниях Килби указана дата 6 февраля 1959 года, однако она не подтверждается архивом заявок в федеральное патентное бюро. Возможно, что первоначальная заявка Килби, впоследствии утраченная, была действительно датирована 6 февраля, однако самая ранняя сохранившаяся заявка была получена патентным бюро 6 мая 1959 года — той же датой, что и заявки, воплотившиеся в патенты 3 072 832 и 3 138 744. Так или иначе, TI публично представила изобретение Килби 6 марта 1959 года.
Ни в одной патентной заявке Килби не была решена проблема изоляции и соединения компонентов. Единственным средством изоляции был воздушный зазор — разрез на всю глубину кристалла. Единственным средством соединения компонентов, реализованным Килби, был навесной монтаж золотой проволокой — это делало схемы Килби гибридными, а не монолитными. Значение изобретения Килби было в другом: Килби первым доказал на практике, что в массиве полупроводника можно сформировать все необходимые компоненты схемы: активные приборы, резисторы, конденсаторы и даже небольшие индуктивности.

#### Попытка коммерциализации
Осенью 1958 года TI начала продвигать ещё не запатентованную идею Килби военным заказчикам. Предложение Килби противоречило принятым концепциям развития и ВВС, и Армии США. Корпус связи и ВМФ США отказались от предложения TI, а в ВВС разгорелись споры — укладывается ли «твердотельная схема» (англ. Solid Circuit) Килби в уже принятую в авиации программу «молекулярной электроники» (англ. Molecular Electronics)? В итоге в 1959 году TI получила заказ ВВС на разработку прототипов серийных ИС. С подачи Килби эти изделия получили название «функциональных электронных блоков» (англ. functional electronic block, сокращённо FEB, жаргонное feebs). Westinghouse дополнила технологию TI эпитаксией и получила военный заказ в январе 1960 года.
В октябре 1961 года TI построила для ВВС демонстрационный «молекулярный компьютер» на 587 схемах Килби, заменявших, со слов компании, 8 500 дискретных компонентов. Инженер TI Харви Крейгон упаковал компьютер с памятью в 300 бит в объём немногим более 100 см3. В декабре 1961 года заказчик принял первое аналоговое устройство, созданное в рамках «молекулярной» программы — бортовой радиоприёмник. Использованные ИС содержали не более 10-12 элементов, выход годных был запретительно низок, а высокая себестоимость штучного производства породила в профессиональной среде мнение о том, что аналоговые ИС могут быть оправданы только в аэрокосмической отрасли. Однако именно эта отрасль отказалась ставить «молекулярную электронику» на боевые ракеты из-за низкой радиационной стойкости меза-транзисторов.

Топология двухкристальной ИС мультивибратора TI 502. Нумерация компонентов соответствует принципиальной схеме. Длина каждого кристалла около 5 мм

В апреле 1960 года TI анонсировала «гражданский» мультивибратор модели 502 — первую в мире интегральную схему, доступную на открытом рынке. Реклама утверждала, что, в отличие от «бумажных» заявок конкурентов, «мультивибратор 502 — настолько настоящий, что у него есть цена: 450 долларов за штуку при заказе до 100 штук, 300 долларов при заказе бо́льших партий» Продажи 502 начались только летом 1961 года, а цена оказалась ещё выше. 502 была «почти» монолитной, но без изоляции транзисторов друг от друга, и без металлизации соединительных проводников. Принципиальная схема (два транзистора, четыре диода, шесть резисторов и два конденсатора) повторяла традиционную дискретную схемотехнику. Внутри металлокерамического корпуса размещались два кристалла — узкие полоски кремния длиной около 5 мм. На одном кристалле были сформированы входные конденсаторы, на втором — диффузионные меза-транзисторы и меза-диоды. Тело второго кристалла выполняло функции шести резисторов. Четыре из этих резисторов были физически обособлены продольными вырезами в теле кристалла. Ножки корпуса припаивались непосредственно к нижней поверхности кристаллов, остальные электрические соединения (всего десять перемычек) выполнялись золотой проволокой.
Увлечение менеджмента TI «молекулярной электроникой» в итоге привело TI к технологическому отставанию от Fairchild и Sylvania на год-другой. В 1962 году TI, так и не начавшая массовый выпуск схем Килби, перешла на выпуск теперь уже «обычных» планарных монолитных ИС.

### Изобретение изоляции p-n-переходом

#### Решение Курта Леговца
В конце 1958 года инженер-физик Sprague Electric Company Курт Леговец посетил семинар в Принстоне, на котором Торкл Уолмарк изложил своё видение фундаментальных проблем микроэлектроники. Возвращаясь домой в Массачусетс, Леговец нашёл простое решение проблемы изоляции компонентов на кристалла — изоляцию p-n-переходом:

Хорошо известно, что p-n-переходу свойственно высокое сопротивление, в особенности тогда, когда на переход подано запирающее напряжение, или в отсутствие смещения. Поэтому, разместив между двумя полупроводниковыми элементами достаточно большое число последовательных p-n-переходов, можно добиться любой необходимой степени электрической изоляции этих элементов. Для большинства схем будет достаточно от одного до трёх переходов… — Курт Леговец, патент США 3029366
Оригинальный текст (англ.)It is well-known that a p-n junction has a high impedance to electric current, particularly if biased in the so-called blocking direction, or with no bias applied. Therefore, any desired degree of electrical insulation between two components assembled on the same slice can be achieved by having a sufficiently large number of p-n junctions in series between two semiconducting regions on which said components are assembled. For most circuits, one to three junctions will be sufficient... 

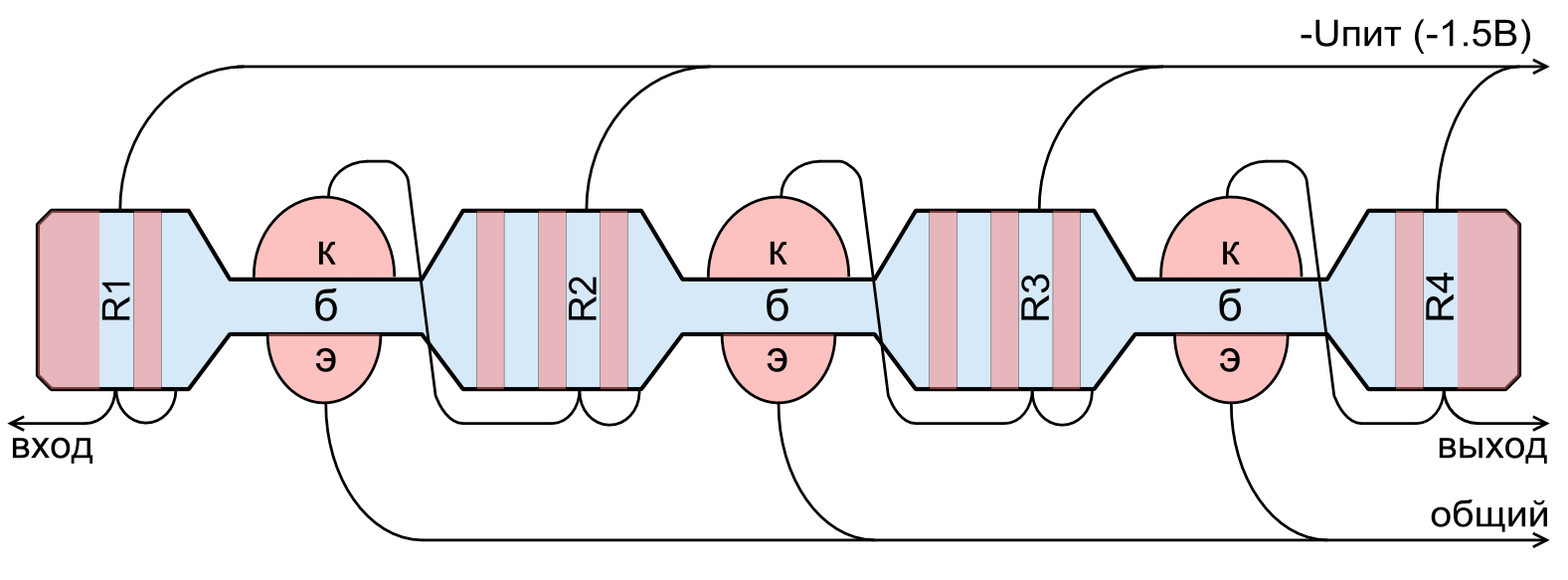
Разрез структуры трёхкаскадного усилителя (три транзистора, четыре резистора) по патенту 3 029 366. Синие области — n-типа проводимости, красные — p-типа. Размер опытной структуры — 2,2 мм в длину и 0,1 мм в толщину.

Для проверки своей идеи Леговец воспользовался доступными на Sprague технологиями производства транзисторов на выращенных переходах и сплавных транзисторов. Опытная схема Леговца, так же как и первая схема Килби, представляла собой линейную, одномерную структуру — узкую планку размером 2,2×0,5×0,1 мм, разделенную на изолированные ячейки n-типа (базы будущих транзисторов) узкими «пакетами» изолирующих p-n-переходов. Слои и переходы в пластине формировались методом выращивания из расплава. Тип проводимости слоя (n-тип или p-тип) определялся скоростью вытягивания кристалла: на медленной скорости в кристалле формировался слой p-типа (обогащённый индием), на высокой скорости — слой n-типа (обогащённый мышьяком). Затем к пластине приваривались индиевые бусины — коллекторы и эмиттеры сплавных транзисторов. Все электрические соединения выполнялись вручную золотой проволокой.
Менеджмент Sprague, занятый корпоративными войнами, не заинтересовался изобретением Леговца. Раздосадованный отношением руководства Леговец самостоятельно, за свой счёт составил патентную заявку, 22 апреля 1959 года подал её в патентное бюро, а затем уехал из США на два года. Самоустранение Леговца в решающий момент дало Гордону Муру повод утверждать, что «Леговец является изобретателем интегральной схемы только с точки зрения патентного бюро … Я считаю, что инженерное сообщество не признаёт его изобретателем ИС, ведь кроме заявки на патент он ничего не сделал. У успешного дела всегда много отцов».

#### Решение Роберта Нойса
В середине января 1959 года на Fairchild Semiconductor произошли два малозаметных события. 14 января Жан Эрни ознакомил Роберта Нойса и патентного поверенного Джона Раллза с последней версией своего планарного процесса. Служебная записка Эрни послужила основой патентной заявки на изобретение планарного процесса, поданной в мае 1959 года и воплотившейся в патенты США 3 025 589 (собственно планарный процесс) и 3 064 167 (планарный транзистор). 20 января 1959 года руководство Fairchild встретилось с разработчиком бортового компьютера ракеты «Атлас» Эдвардом Кеонджаном (англ. Edward Keonjian), чтобы обсудить совместную разработку гибридных цифровых ИС сумматора для компьютера Кеонджана. Вероятно, именно эти события побудили Роберта Нойса вернуться к идее интеграции.
23 января 1959 года Нойс изложил на бумаге своё ви́дение планарной интегральной схемы, по существу «изобретя заново» идеи Килби и Леговца на базе планарного процесса Эрни. Нойс утверждал в 1976 году, что в январе 1959 года он не знал о работах Леговца. По мнению биографа Нойса Лесли Берлин, напротив, Нойс опирался на работы Леговца.
Для примера Нойс описал конструкцию интегрального сумматора на диодной матрице — той самой схемы, которую он обсуждал с Кеонджаном. Транзисторы, диоды и резисторы этой гипотетической схемы были изолированы друг от друга p-n-переходом, однако решение Нойса принципиально отличалось от решения Леговца. Производство схемы, рассуждал Нойс, должно было начинаться с заготовки тонкой пластины высокоомного собственного (нелегированного) кремния, покрытой защитным оксидным слоем. В ходе первой фотолитографии в этом слое вскрывались окна, соответствующие будущим изолированным приборам, а затем проводилась диффузия примесей для создания низкоомных «колодцев» на всю толщину пластины. Внутри колодцев формировались «обычные» планарные приборы. Подход Нойса принципиально отличался от подхода Леговца тем, что позволял создавать двумерные конструкции с потенциально неограниченным количество приборов на кристалле.
Записав свои идеи, Нойс на несколько месяцев забросил тему интеграции. По словам самого Нойса, в боровшейся за выживание компании было достаточно других, более важных дел, да и планарный процесс Эрни существовал только на бумаге. В марте 1959 года планарный процесс стал реальностью, но одновременно в компании разразился кризис управления: генеральный директор Эд Болдвин с группой технологов ушёл к конкурентам, и на его место был назначен именно Нойс. Тем не менее, именно в марте Нойс вернулся к теме интеграции. По одной версией, поводом к этому стала пресс-конференция TI об изобретении Эрни, по другой — рекомендации патентных поверенных Fairchild «придумать новые области применения» для планарного процесса Эрни. Оформление заявки заняло полгода, и оказалось, что Нойс опоздал: Патентное бюро США отказало ему, так как этому времени уже приняло заявку Леговца. Нойсу пришлось отказаться от прав на ряд положений своей заявки, но в итоге он доказал чиновникам самостоятельную ценность своего предложения, и в 1964 году получил патенты США 3 150 299 на «Полупроводниковую схему со средствами изоляции» и 3 117 260 на «Комплексы полупроводниковых приборов».

### Изобретение металлизации
Другой проблемой, решённой Нойсом в январе и марте 1959 года, стала проблема соединений. Нойс с самого начала ориентировался на создание товарного продукта, а без решения проблемы соединений серийный выпуск был невозможен. Со слов Нойса, изобретение соединений через слой металлизации родилось

не из необходимости, но из-за лени … чтобы избежать соединения компонентов вручную

Идея Нойса, с точки зрения его коллег по «вероломной восьмёрке», была самоочевидной: разумеется, пассивирующий оксидный слой является естественным барьером между кристаллом и слоем металлизации. По свидетельству Тёрнера Хейсти, работавшего и с Килби и с Нойсом, Нойс планировал сделать микроэлектронные патенты Fairchild доступными для широкого круга компаний-лицензиатов — так же, как в 1951—1952 годах Bell Labs открыла всем желающим технологии производства транзисторов.
Заявка на изобретение металлизации была сдана в Патентное бюро 30 июля 1959 года, и (в отличие от заявки на изоляцию p-n-переходом) прошла патентную экспертизу без особых нареканий — патент США 2 981 877 был выдан Нойсу 25 апреля 1961 года. Согласно патенту, существо изобретения Нойса состояло, во-первых, в сохранении оксидного слоя, отделяющего слой металлизации от массива полупроводника (исключая контактные окна, в которых металлизация касалась полупроводника), во-вторых, в нанесении (англ. deposition) слоя металлизации поверх оксида таким образом, что металл прочно скрепляется (англ. adherent) с оксидом. Способ нанесения металла ещё не был известен. Нойс привёл только примеры возможных, но не проверенных на практике технологий: либо селективное осаждение алюминия из вакуума через трафарет, либо нанесение сплошного слоя с последующей фотолитографией рисунка соединений и травлением лишнего металла. По мнению Арджуна Саксены, патент Нойса, при всех его недостатках, точно отражает основы микроэлектронных технологий: так, или примерно так, и изготавливаются современные ИС.
Вероятно, что об аналогичном решении задумывался и Килби: в его патенте упоминается возможный, но не реализованный способ соединений через слой металлизации. Однако Килби поставил на первое место нанесение толстоплёночных слоёв различных металлов (алюминия, меди, легированного сурьмой золота), а вместо привычного в электронных технологиях диоксида кремния рекомендовал использовать моноксид кремния. Ни та, ни другая идея не прижились на практике и не совместима с современным определением полупроводниковой ИС.

## Первые полупроводниковые ИС

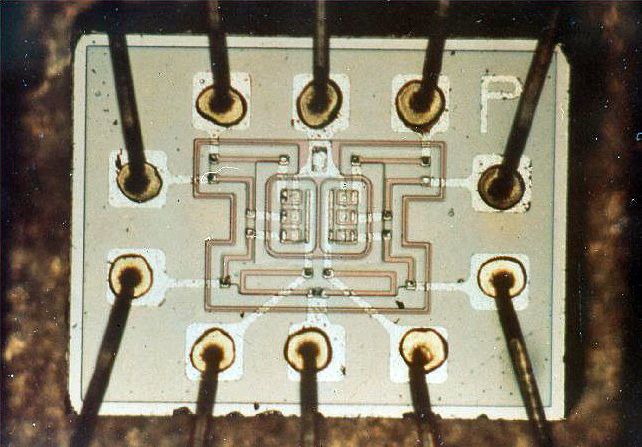
Логическая ИС (ячейка ИЛИ-НЕ) бортового компьютера КА «Аполло»

В августе 1959 года Нойс основал на Fairchild рабочую группу по разработке интегральных схем. 26 мая 1960 года эта группа, возглавлявшаяся Джеем Ластом, создала первую опытную планарную интегральную схему на четырёх транзисторах. Этот прототип не был, однако, монолитным — две пары его транзисторов изолировались друг от друга физической резкой кристалла по патенту Ласта. Начальные этапы производства повторяли обычный «транзисторный» планарный процесс Эрни. Затем кристалл толщиной 80 микрон приклеивали лицевой стороной к стеклянной подложке и проводили с тыльной стороны дополнительную фотолитографию рисунка разделительной канавки. Глубокое травление прорезало кристалл на всю его толщину до лицевого оксидного слоя. Тыльная сторона заливалась эпоксидной смолой, а когда она схватывалась — схему отделяли от стеклянной подложки.
В августе 1960 года Ласт приступил ко второму прототипу, на этот раз используя предложенную Нойсом изоляцию p-n-переходом. Роберт Норман отладил схему триггера на четырёх транзисторах и пяти резисторах, Изи Хаас и Лайонел Каттнер разработали операцию диффузии бора, формирующую изолирующие переходы. Первый работоспособный образец был закончен и испытан 27 сентября 1960 года — это и была первая полноценная полупроводниковая (планарная и монолитная) интегральная схема.
Fairchild Semiconductor не сумела правильно распорядиться достигнутым. Вице-президент компании по маркетингу обвинил Ласта в неэффективном использовании денег компании и потребовал закрыть «интегральный» проект. В январе 1961 года Ласт, Эрни и их товарищи по «вероломной восьмёрке» Кляйнер и Робертс ушли из Fairchild и возглавили Amelco. Дэвид Аллисон, Лайонел Каттнер и другие технологи ушли, чтобы основать прямого конкурента Fairchild — компанию Signetics.
Несмотря на уход ведущих физиков и технологов, Fairchild объявила о выпуске первых коммерческих ИС серии Micrologic в марте 1961 года, а затем потратила целый год на создание семейства логических ИС — к этому времени производство сопоставимых ИС освоили и конкуренты. TI, отказавшаяся от интегральных схем Килби, получила контракт на планарные ИС серии 51 для межпланетных спутников, а затем — для баллистических ракет «Минитмен». ИС бортовых компьютеров космических кораблей «Аполло» были разработаны на Fairchild, но бо́льшая часть госзаказа на их производство досталась Raytheon и Philco Ford. Каждый компьютер «Аполло» содержал около 5000 стандартных логических ИС, и за время производства этих компьютеров стоимость ИС с военной приёмкой упала с 1000 до 20-30 долларов за штуку — так НАСА и Пентагон подготовили почву для возникновения гражданского рынка ИС.
Резисторно-транзисторная логика первых серий ИС Fairchild и TI оказалась подвержена электромагнитным помехам, и в 1964 обе компании перешли на диодно-транзисторную логику семейств 53 и 930. Signetics выпустила диодно-транзисторное семейство Utilogic ещё в 1962 году, но отстала от Fairchild и TI с расширением производства. Fairchild стала лидером по количеству проданных в 1961—1965 годах ИС, но TI опередила её в денежной сумме выручки (32 % рынка ИС в 1964 году против 18 % у Fairchild).
Все логические ИС упомянутых серий строились буквально из стандартных компонентов, размеры и конфигурации которых были заданы технологическим процессом. Схемотехники, проектировавшие логические ИС конкретного семейства, оперировали одними и теми же типовыми диодами и транзисторами. Новый подход к проектированию — использование в одной ИС различных конфигурации транзисторов в зависимости от их функций в схеме — впервые предложил разработчик Sylvania Том Лонго в 1961—1962 годах. В конце 1962 года Sylvania выпустила в продажу первое семейство разработанной Лонго транзисторно-транзисторной логики (ТТЛ) — исторически первый тип интегральной логики, сумевший надолго закрепиться на рынке. В аналоговой схемотехнике прорыв подобного уровня совершил в 1964—1965 годах разработчик операционных усилителей Fairchild Боб Видлар.

## Патентная война 1962—1966 годов
В 1959—1961 годах, когда TI и Westinghouse параллельно работали над авиационной «молекулярной электроникой», менеджмент TI относился к конкуренции спокойно. В 1962 году отношение изменилось, и TI стало ревностно преследовать реальных и мнимых нарушителей своих патентов. За корпорацией закрепились прозвища «Далласская адвокатская контора» (англ. The Dallas legal firm) и «полупроводниковые ковбои» (англ. Semiconductor cowboys). Недобросовестные действия TI стали образцом для множества позднейших подражателей. Однако в условиях 1960-х годов иски TI не могли существенно повредить конкурентам — отрасль развивалась, не обращая внимания на патентные споры.
TI против Westinghouse. В 1962—1963 годах, когда под давлением рынка TI и Westinghouse переходили на планарный процесс, инженер Westinghouse Хун-Чан Лин изобрёл боковой транзистор. В обычном планарном процессе все транзисторы имеют один тип проводимости (обычно NPN), а решение Лина позволило создавать на том же кристалле и транзисторы PNP-типа. Военные заказы, на которые уже рассчитывала TI, ушли к Westinghouse — и TI подала на бывших партнёров в суд. Дело было решено во внесудебном порядке.
TI против Sprague. 10 апреля 1962 года Курт Леговец получил патент на своё изобретение изоляции p-n-переходом. Сразу после публикации патента TI заявила, что патент Леговца нарушает права Джека Килби и TI. По утверждениям TI, все вопросы изоляции уже были разрешены в патентных заявках Килби 1959 года. Основатель Sprague Роберт Спраг счёл дело заранее проигранным и собирался отказаться от прав на патент, но Леговец убедил руководство и юристов компании в своей правоте. Четыре года спустя TI организовала в Далласе арбитражное слушание дела с наглядными демонстрациями изобретений Килби и выступлениями экспертов. Леговец сумел убедительно доказать, что в работах Килби не содержалось никаких упоминаний об изоляции компонентов, и в апреле 1966 года патентный арбитраж присудил Леговцу приоритет в изобретении.
Raytheon против Fairchild. 20 мая 1962 года Жан Эрни (к этом времени уже покинувший Fairchild) получил первый патент на изобретение планарной технологии. Raytheon посчитала, что патент Эрни повторяет основные положения принадлежащего Raytheon патента Жюля Эндрюса, и подала на Fairchild в суд. При внешней схожести (фотолитография, диффузия, травление) процесс Эндрюса имел принципиальный недостаток: он предусматривал полное удаление оксидного слоя после каждой диффузии, тогда как в процессе Эрни «грязный» оксид сохранялся. Вскоре на Raytheon поняли, что выигрыш в суде невозможен. Корпорация отозвала иск и приобрела у Fairchild лицензию на процесс Эрни.
Hughes против Fairchild. Hughes Aircraft подала на Fairchild в суд, утверждая, что исследователи Hughes пришли к тем же выводам, что и Эрни, и сделали это раньше Эрни. Позиция Hughes, по мнению юристов Fairchild, не имела шансов в суде, однако судебное разбирательство заняло бы годы, в течение которых Fairchild не смогла бы правомерно продавать лицензии на процесс Эрни. Fairchild предпочла договориться с Hughes вне суда. Hughes получила права на один из семнадцати пунктов патента Эрни, а затем обменяла его на небольшую долю в будущих лицензионных доходах Fairchild.
TI против Fairchild. Основной удар TI пришёлся на крупнейшего и технологически продвинутого конкурента — Fairchild Semiconductor. Иски TI не препятствовали собственному производству Fairchild, но затрудняли продажу лицензий на её технологии. К 1965 году планарная технология Fairchild стала стандартом отрасли, но лицензию на патенты Эрни и Нойса приобрели не более десяти производителей. Рычагов влияния на нелицензированные производства в то время не существовало. В таком же положении оказалась и сама TI: её важнейший актив — патенты Килби — не приносил доходов. В 1964 году арбитраж присудил TI права на четыре из пяти ключевых положений оспариваемых патентов. Обе компании, действуя из принципа «всё или ничего», оспорили это решение. Тяжба могла продолжаться ещё долгие годы, если бы не поражение TI в споре со Sprague в апреле 1966 года. Руководство TI поняло, что уже не сможет собрать в своих руках весь пакет микроэлектронных патентов, и потеряло интерес к продолжению конфликта. Летом 1966 года TI и Fairchild заключили мировое соглашение о взаимном признании патентных прав и перекрёстном лицензировании ключевых патентов, в 1967 году к ним присоединилась Sprague.
Япония против Fairchild. И Fairchild, и TI пытались основать производства в Японии ещё в начале 1960-х, но наткнулись на жёсткое сопротивление японского министерства промышленности и торговли (MITI). В 1962 году MITI запретило Fairchild инвестировать в уже купленную в Японии фабрику, и неопытный Нойс попытался выйти на японский рынок через корпорацию NEC. В 1963 году руководство NEC, якобы действуя под давлением MITI, добилось от Fairchild исключительно выгодных для Японии условий лицензирования, впоследствии закрывших Fairchild возможность самостоятельно торговать на японском рынке. Только после заключения сделки Нойс узнал, что президент NEC по совместительству председательствовал в комитете MITI, который блокировал сделки Fairchild и «давил» на NEC.
Япония против TI. TI попыталась основать производство в Японии в 1963 году, уже имея отрицательный опыт переговоров с NEC и Sony. MITI в течение двух лет отказывалось дать определённый ответ на заявку TI, и в 1965 году США нанесли ответный удар, угрожая японцам эмбарго на ввоз электронной техники, нарушавшей патенты TI. В 1966 году под удар попала Sony, в 1967 году Sharp. MITI осознала угрозу и начала тайно подыскивать TI «генерального партнёра» из японских корпораций. MITI настояла на разрыве уже намечавшейся сделки между TI и Mitsubishi (владельца Sharp), и убедила Акио Морита заключить сделку с TI «в интересах будущего японской промышленности». Несмотря на секретные протоколы, гарантировавшие американцам приобретение доли в Sony, соглашение 1967—1968 годов было крайне невыгодно для TI. В течение почти тридцати лет японские компании выпускали ИС, не платя лицензионных отчислений TI, и лишь в 1989 японский суд признал за TI права на изобретение Килби. Как следствие, в 1990-е годы все японские производители ИС были вынуждены платить TI за патентное решение тридцатилетней давности или заключать соглашения о взаимном лицензировании. В 1993 году TI заработала на лицензионных сборах 520 миллионов долларов, и бо́льшая часть этих денег была собрана именно в Японии.

## Историография изобретения

### Два изобретателя: Килби и Нойс

Коллаж начала 1960-х годов. Подпись: «1958-1959. Роберт Нойс, Жан Эрни, Джек Килби и Курт Леговец — все они приняли участие в разработке интегральной схемы.»

Во время патентной войны 1960-х годов пресса и профессиональное сообщество США признавало, что круг изобретателей ИС может быть достаточно широким. В книге «Золотой век предпринимательства» (англ. Golden Age of Entrepreneurship), выпущенной Time-Life Books, изобретателями были названы четыре человека: Килби, Леговец, Нойс и Эрни. Сораб Ганди в «Теории и практике микроэлектроники» (1968) писал, что патенты Леговца и Эрни стали высшей точкой полупроводниковых технологий 1950-х годов, и открыли путь к серийному производству ИС.
В октябре 1966 года Килби и Нойс были удостоены Баллантайновской медали Института Франклина «за вклад в создание интегральных схем». Так начала складываться каноническая «версия двух изобретателей». Выдвижение Килби вызвало возражения современников, не признававших прототипы Килби за «настоящие» (полупроводниковые) ИС. Ещё более спорным казалось выдвижение Нойса: инженерное сообщество прекрасно знало о роли Ласта, Мура, Эрни и других изобретателей, физиков и технологов, стоявших за разработкой первых полупроводниковых ИС. Знало оно и о том, что Нойс, ставший генеральным директором Fairchild в марте 1959 года, не участвовал непосредственно в создании первых ИС. Нойс этого и не скрывал: о своих патентах он говорил, что «я решал производственную задачу. Я не пытался сделать интегральную схему.».
По мнению биографа Нойса Лесли Берлин, Нойс стал «отцом интегральной схемы» исключительно благодаря судебным искам TI. Оспорив приоритет Нойса как изобретателя, TI «назначила» его единоличным представителем всего коллектива разработчиков Fairchild. Fairchild ответила мобилизацией всех ресурсов на защиту приоритета Нойса, в дело пошла тяжёлая артиллерия корпоративного пиара. Килби лично участвовал в пиар-кампаниях TI, Нойс был менее заметен, но его успешно замещал Гордон Мур. К середине 1970-х годов подпитываемая пиаром TI, Fairchild и Intel «версия двух изобретателей» стала восприниматься как единственная истина. Вспышка полемики между Килби и Леговцом на страницах профессиональных журналов (1976—1978) не изменила положения. Эрни, Ласт, Леговец оказались забытыми — за ними не стояло крупных корпораций, да и сами они не были склонны к публичным спорам.
В научных статьях 1980-х годов «краткий курс истории микроэлектроники» приобрёл вид (пример авторов, рассматривающих тему «глазами Intel»):

Во время работы на Fairchild Нойс разработал интегральную схему. Несколькими месяцами раньше ту же концепцию изобрёл в Далласе Джек Килби из Texas Instruments. В июле 1959 года Нойс подал патентную заявку на свою концепцию интегральной схемы. Texas Instruments подала на Нойса и Fairchild в суд за нарушение её патентов, тяжба растянулась на несколько лет. Сегодня, как правило, Нойс и Килби признаются соавторами изобретения интегральной схемы, хотя в Зал Славы Изобретателей приняли одного лишь Килби. Чтобы там ни было, заслугой Нойса считается усовершенствование интегральной схемы, позволившее использовать её на практике …
Оригинальный текст (англ.)While at Fairchild, Noyce developed the integrated circuit. The same concept has been invented by Jack Kilby at Texas Instruments in Dallas a few months previously. In July 1959 Noyce filed a patent for his conception of the integrated circuit. Texas Instruments filed a lawsuit for patent interference against Noyce and Fairchild, and the case dragged on for some years. Today, Noyce and Kilby are usually regarded as co-inventors of the integrated circuit, although Kilby was inducted into the Inventor's Hall of Fame as the inventor. In any event, Noyce is credited with improving the integrated circuit for its many applications in the field of microelectronics. 

Обложка книги Рида «Как двое американцев изобрели микрочип» закрепила в материальной форме легенду о двух изобретателях

В 1984 году «версия двух изобретателей» была закреплена в книге Томаса Рида под названием «Как двое американцев изобрели микрочип» (англ. The Chip: How Two Americans Invented the Microchip and Launched a Revolution). Книга Рида неоднократно переиздавалась, последний раз — в 2008 году. Роберт Райт из The New York Times раскритиковал Рида за пространные описания второстепенных персонажей, причастных к изобретению, однако имена и работы Леговца и Ласта в книге даже не упомянуты. Консультировавший Рида Жан Эрни появляется в книге лишь в качестве теоретика, дававшего советы великому Нойсу.
Автор «Современной истории вычислительной техники» (2003) и куратор музея авиации и космонавтики Смитсоновского института Пол Черуцци также повторил «версию двух изобретателей» и сделал оговорку, что «их изобретение … было лишь ещё одним шагом» в направлении, заданном военными программами миниатюризации 1950-х годов. Ссылаясь на «мнение большинства», Черруцци поставил на первое место решение Нойса использовать планарный процесс Эрни. Эрни, по мнению Черуцци, «проложил дорогу» к серийному производству ИС, но в список изобретателей ИС не включен. Вопросы изобретения изоляции компонентов в книге Черуцци не рассматривались.
В 2000 году Нобелевский комитет присудил Нобелевскую премию по физике: Жоресу Алфёрову и Герберту Крёмеру — «за разработку полупроводниковых гетероструктур, используемых в высокочастотной и оптоэлектронике», и Джеку Килби — «за его вклад в изобретение интегральной схемы». По уставу Нобелевская премия присуждается только живым, поэтому посмертное награждение Роберта Нойса было невозможно (сам Нойс при жизни отвечал на вопросы о перспективах Нобелевской премии: «За изобретения Нобеля не дают. За настоящую работу тоже.»). Рассматривал ли Нобелевский комитет иных, доживших до 2000 года, соавторов изобретения — неизвестно, процесс принятия решений Комитетом не подлежит разглашению. Арджун Саксена критически утверждал, что вклад Килби (в отличие от вклада Алфёрова и Крёмера) был чисто инженерным, изобретательским, и не относился к сферам фундаментальной науки — следовательно, награждение Килби было произведено с нарушением воли Альфреда Нобеля.
«Версия двух изобретателей» продолжает воспроизводиться в американской печати и в 2010-е годы. Встречается и вариант, в котором «главным революционером» признаётся один Килби, а Нойсу отводится роль «другого инженера», усовершенствовавшего изобретение Килби. В популярной книге Фреда Каплана «1959: год, который изменил всё» (2010), в которой изобретению ИС отведено восемь страниц, список изобретателей сведён к одной фамилии: Килби. По Каплану, ИС была изобретена «не огромной командой физиков, а единственным человеком, одиночкой, и притом не физиком, но инженером». Имя Нойса появляется только в примечаниях в конце книги: «следует заметить, что у микрочипа оказался и случайный соавтор — Роберт Нойс, который выдвинул свою версию в январе 1959 года, а затем забросил её — до презентации TI в марте 1959 года…» Ни Эрни, ни Ласт, ни работавшие с Килби Латроп и Барнс в книге Каплана не упомянуты.

### Ревизия канонической версии
В конце 1990-х и 2000-х годах в США вышел ряд книг по истории полупроводниковой промышленности, авторы которых попытались восстановить полную картину изобретения ИС и переосмыслить «версию двух изобретателей». В 1998 году Майкл Риордан и Лилиан Ходдсон выпустили Огонь в кристалле (англ. Crystal Fire: The Birth of the Information Age), в которой подробно описали события, предшествовавшие изобретению Килби, и роли участников этих событий в истории. Однако Риордан и Ходдесон закончили свою книгу на изобретении Килби и не дали критического анализа этого изобретения. Лесли Берлин в биографии Роберта Нойса (2005) подробно рассмотрела изобретение с точки зрения событий на Fairchild и критически оценила вклад Килби: «Соединения проволокой исключали возможность серийного производства, и Килби не мог не знать этого. Однако его [прототип] всё же представлял собой … нечто похожее на интегральную схему.»
В 2007 году Бо Лоек выпустил «Историю полупроводниковой отрасли» (англ. History of Semiconductor Engineering), в которой произвёл полную ревизию «версии двух изобретателей»: «Историки приписали изобретение ИС Джеку Килби и Роберту Нойсу. В этой книге я утверждаю, что круг изобретателей был намного шире.». Лоек подробно рассмотрел вклад Эрни и Ласта в создание первой полупроводниковой ИС на Fairchild и дал критическую оценку работам Килби: «Идея ИС Килби была настолько непрактичной, что от неё отказалась даже TI. Патент Килби имел ценность только как удобный и выгодный предмет торга. Если бы Килби работал не на TI, а на любую другую компанию, то его идеи вообще не были бы запатентованы.»
В 2009 году Арджун Саксена выпустил «Изобретение интегральной схемы: неизвестные факты» (англ. Invention of integrated circuits: untold important facts), в которой произвёл подробный анализ документальных свидетельств об изобретениях Даммера, Джонсона, Стюарта, Килби, Нойса, Леговца и Эрни. Также, как и Лоек, Саксена утверждал, что «доминирующее в обществе мнение [об исключительной роли Килби и Нойса] — ошибочно, уже в течение четырёх десятилетий … почти все в микроэлектронике (включая физиков, химиков, инженеров и так далее), кажется, приняли это ошибочное мнение за единственную истину — и ничего не сделали для того, чтобы исправить положение.»

## Комментарии
1. 1 2 3  Лесли Берлин — профессиональный историк, руководитель программы Стэнфордского университета по истории Кремниевой Долины, автор биографии Роберта Нойса (см. список литературы), советник Смитсоновского института.
2. 1 2  Бо Лоек (англ. Bo Lojek) — американский физик-твердотельщик, специалист по диффузии в кремнии, в 2012 году сотрудник Atmel. Автор книги по истории полупроводниковой промышленности (см. список литературы).
3. 1 2 3  Арджун Саксена (англ. Arjun Saxena) — индийско-американский физик, изобретатель, работавший в США в области полупроводников с 1960 года. В 2012 году — почётный профессор (professor emeritus) Института Ренсселира. Автор книги об истории изобретения ИС (см. список литературы).
4. ↑  В нобелевской речи Килби (Kilby, 2000, p. 474) назвал цифру 300 («Even the B-29, probably the most complex equipment used in the war, had only around 300 vacuum tubes»). В статье 1976 года (Kilby 1976, p. 648) он назвал «почти тысячу». Та же оценка приводится, например, в Berry, C. Inventing the future: how science and technology transform our world. — Brassey's (US ), 1993. — P. 8. — 180 p. — ISBN 9780028810294..
5. 1 2  В компьютере ENIAC число паек достигало пяти миллионов. При круглосуточном дежурстве бригады из шести техников ожидаемое время безотказной работы равнялось 5,6 часов. В среднем, ENIAC работал 69 % времени, а 31 % занимали плановые и вынужденные ремонты. — Computers with names starting with E through H // A Survey of Domestic Electronic Digital Computing Systems / Weik, M. H.. — U.S. Department of Commerce. Office of Technical Services, 1955. Архивировано 17 марта 2010 года..
6. ↑  Джонсон не предлагал конкретных технологических решений. Язык патента 2816228 допускал различные способы создания транзистора, но более всего внимания было уделено «недавно поданной заявке Мюллера» на сплавную технологию.
7. ↑  Бонч-Бруевич, 1956, с. 497, 500. Существовали и более быстрые ламповые ячейки (два пентода и шесть вакуумных диодов на ячейку) - в них задержка переключения была уменьшена до 100 нс..
8. 1 2  В реальных устройствах такая минималистская конструкция не применялась из-за низкого быстродействия. Обычная ячейка пересчёта содержала один тиратрон, одну неоновую лампочку, два резистора и две ёмкости — см. Бонч-Бруевич 1956, с. 502.
9. ↑  Рабочая частота переключения тиратронной схемы ограничено задержкой выключения газового разряда — она составляет порядка 200 мкс. В декатроне счёт производится переброской разряда с электрода на электрод без разрыва тока разряда, поэтому быстродействие счётчика на декатронах существенно лучше, чем в тиратронных схемах.
10. ↑  В июле 1961 года Шокли разбился в автокатастрофе, а после выздоровления уже не вернулся к делам своей лаборатории. Владелец лаборатории Арнольд Бекман продал её компании Clevite, а в 1967 году лаборатория прекратила существование
11. ↑  Saxena, 2009, p. 100. Работая у Шокли, Са провёл около сотни экспериментов по диффузии фосфора и заработал сильную аллергию на испарения пентаоксида фосфора..
12. ↑  Топология, принципиальная схема, размеры приводятся по документации Texas Instruments, воспроизведённой в Lojek, 2007, pp. 237—238. Пропорции рисунка топологии несущественно изменены для лучшей читаемости.
13. ↑  Brock and Lécuyer, 2010, pp. 141—147, приводят факсимиле служебной записки Эрни и анализ обстоятельств её создания. В юридической практике США подобные внутренние документы корпораций считались достаточным доказательствами даты изобретения. Поэтому во всех компаниях-разработчиках технологий сложилась особая культура составления, визирования и сбережения «патентных тетрадей» (англ. patent log book, patent disclosures)..
14. ↑  Brock and Lécuyer, 2010, pp. 144—145: Первоначальная заявка 1959 года была разделена на две в мае 1960 года, вероятно, в ответ на претензии Патентного бюро США..
15. ↑  Lojek, 2007, p. 192: Джей Латроп, один из изобретателей промышленной фотолитографии, был нанят TI одновременно с Килби. Латроп консультировал Килби по вопросам технологии. Латроп и Ли Барнс изготовили фотолитографические маски для прототипов Килби..